# والریا کلاینر
والریا کلاینر (انگلیسی: Valeria Kleiner؛ زادهٔ ۲۷ مارس ۱۹۹۱) بازیکن فوتبال اهل آلمان است.
از باشگاه‌هایی که در آن بازی کرده‌است می‌توان به باشگاه فوتبال زنان فرایبورگ، باشگاه فوتبال زنان بایرن مونیخ، باشگاه فوتبال زنان آینتراخت فرانکفورت، و باشگاه فوتبال زنان بایر ۰۴ لورکوزن اشاره کرد.
وی همچنین در تیم‌های ملی فوتبال Germany women's national under-17 football team و Germany women's national under-20 football team بازی کرده‌است.